# 汶萊國家足球協會
汶萊國家足球協會是專門管轄汶萊足球事務的組織。該組織的前身為汶萊足球協會，但由於汶萊足球協會在2008年被國際足協下禁賽令，甚至在2010年面臨被開除會籍的危機，汶萊因此另立汶萊國家足球協會這新組織。目前，汶萊國家足球協會是國際足協、亞洲足協和東南亞足球協會的成員。

## 外部連結
- 國際足協網頁 （页面存档备份，存于）
- 亞洲足協網頁 （页面存档备份，存于）